# Bartolomeo Bellano
Bartolomeo Bellano ou Bartolomeo Vellano ou Vellano da Padova (Padoue, 1437 ou 1438 - Padoue, 1496 ou 1497) est un sculpteur et un architecte italien du XVe siècle.

## Biographie
Fils d'un orfèvre, Bartolomeo Bellano apprend auprès de Donatello, avec lequel il travaille sur de nombreux projets, dont ceux à la basilique Saint-Antoine de Padoue.
Parmi ses élèves on note Andrea Riccio qui copia sa sculpture.

## Œuvres
- Marie de Magdala retable de la chapelle Marie de Magdala de San Zanipolo, Venise.
- Tabernacle-reliquaire de la sacristie de la Basilique Santa Maria Gloriosa dei Frari, Venise
- Bas-reliefs en terracotta (1460) dont un au musée des beaux-arts de Lyon.
- Statue du pape Paul II (1467), Pérouse.
- Le Rapt d'Europe, v. 1490-1495, bronze patiné, 18 x 16.5 x 7.5 cm, Musée des Beaux-Arts de Budapest, Budapest.

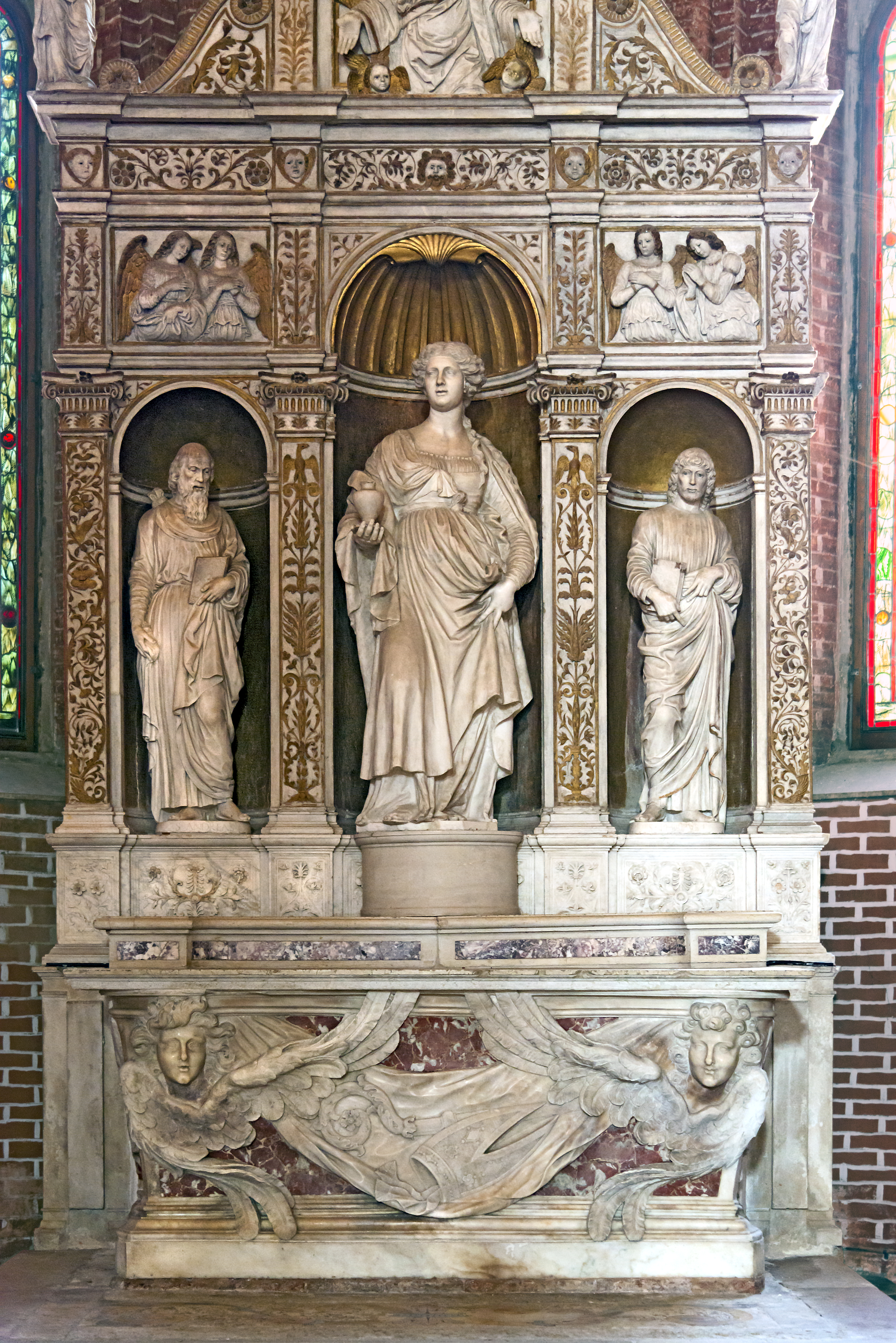
retable de la chapelle Marie de Magdala de San Zanipolo
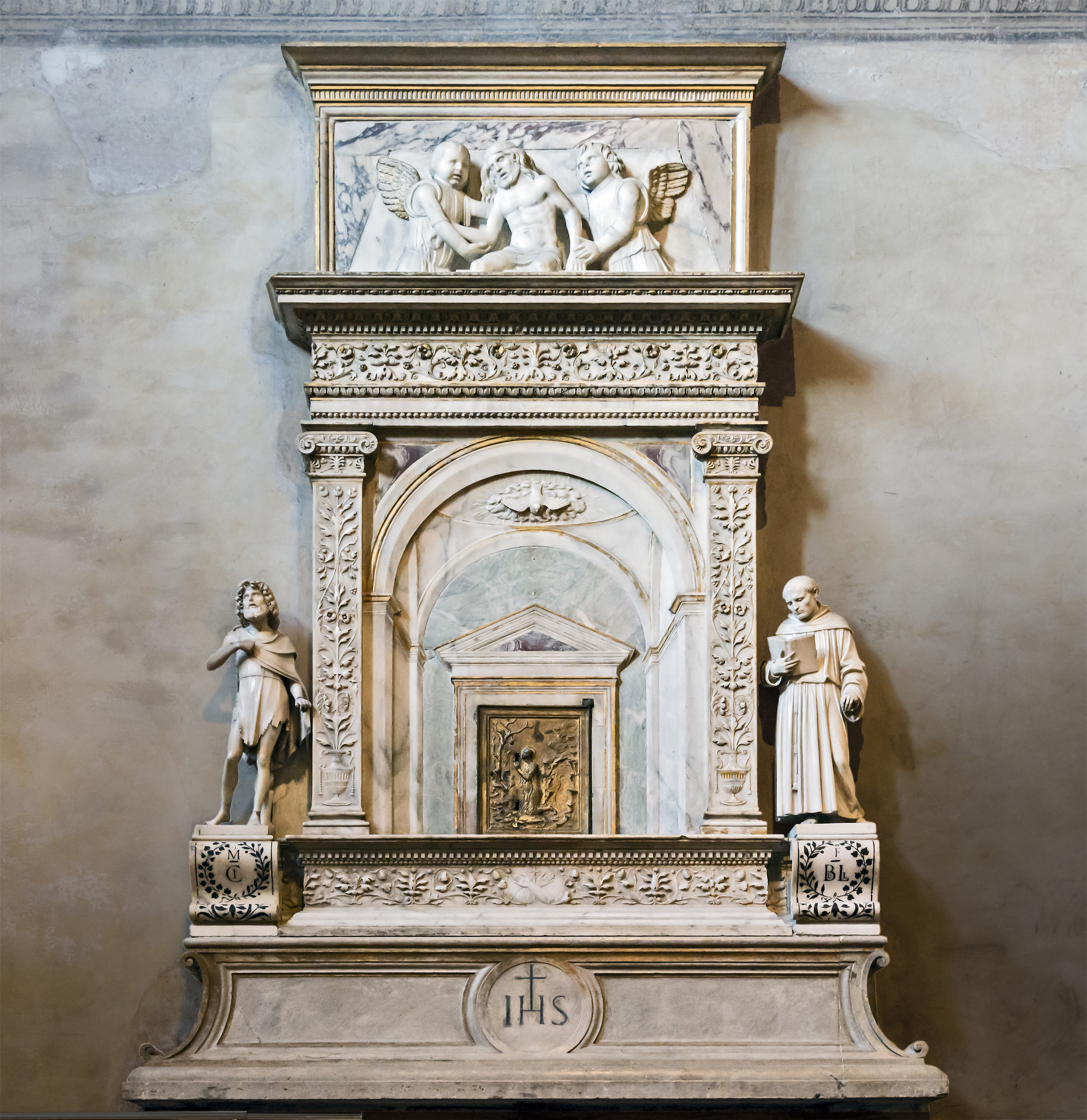
Tabernacle-reliquaire Basilique Santa Maria Gloriosa dei Frari
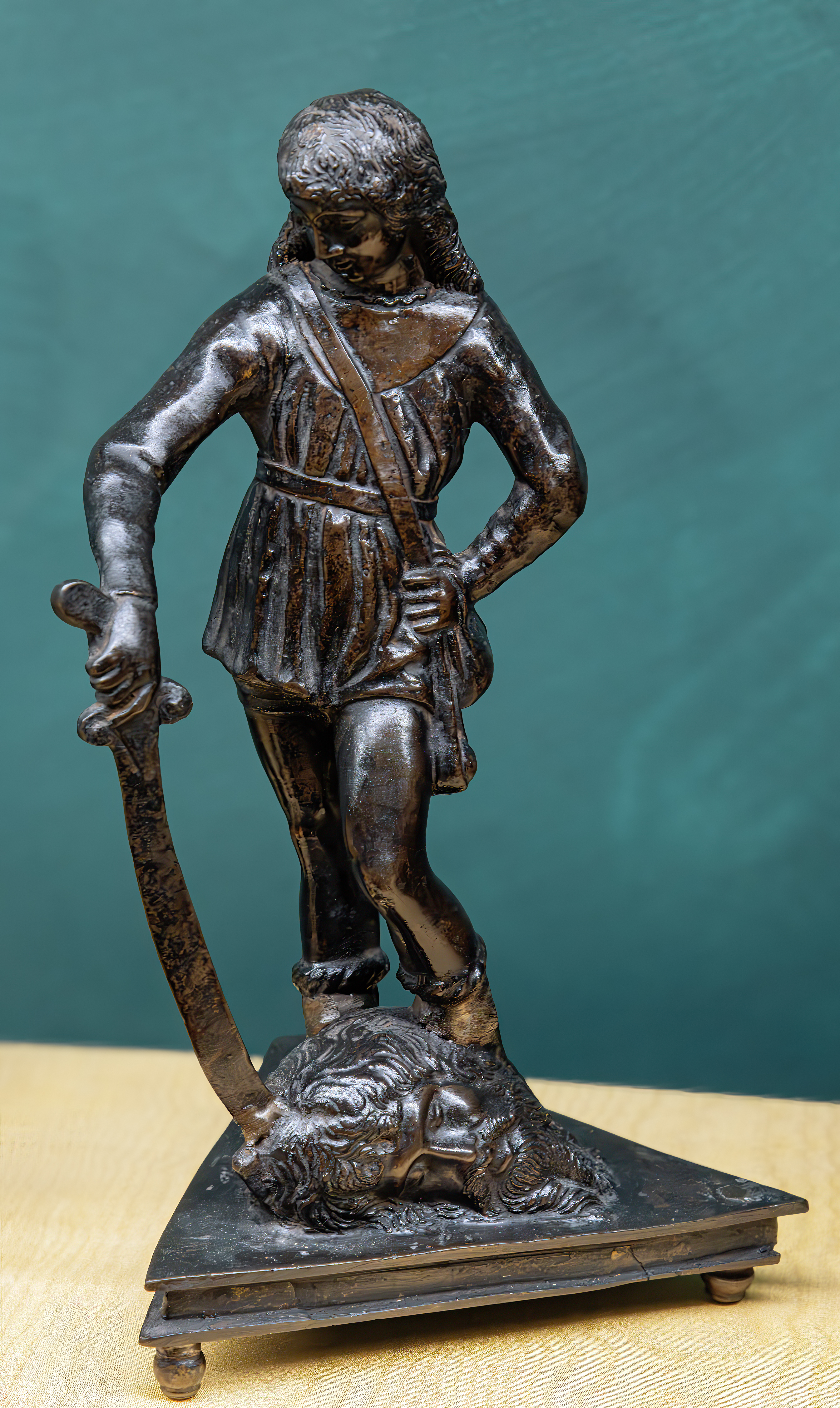
David avec la tête de Goliath Musée Correr
Le satyre ivre Musée Correr[3]